# Konakry
Konakry (v jazyce Susu Kɔnakiri) je hlavní a zároveň největší město afrického státu Guinea. Leží u Atlantského oceánu, kde má také přístav. Žijí zde cca dva miliony obyvatel. Patří k městům s nejnižší kvalitou života na světě.

## Název
Podle ústní tradice vznikl název Conakry od místního jména Konan, což měl být místní farmář, který se věnoval pěstování palem. Dále také od slova nakiri, které označuje „na druhé straně“. Z původního Konakiri mělo vzniknout dnešní pojmenování. V celé Guinei se ale nachází i řada dalších podobně znějících místních názvů (obce, které stojí převážně na pobřeží), což tuto hypotézu do značné míry zpochybňuje.

## Přírodní poměry
Konakry se rozkládá na úzkém ostrohu (původně ostrov, který nesl název Tombo) obklopeným močálem nebo mořem v jihozápadní části země. Je jedním z mála měst na světě, které je dlouhé ale úzké zároveň. Jeho délka činí až 35 km. Z původního ostrova se rozšiřuje živelnou urbanizací na přilehlý poloostrov Kaloum.
Na moři se nedaleko od města nachází ostrov Los, kde se ještě do roku 1972 těžil bauxit. V blízkosti města stojí i hora Kakoulima s nadmořskou výškou 1011 m n. m.

### Klimatické poměry
Podnebí zde je mimořádně teplé. Je ovlivněno monzunovým cyklem. Průměrná roční teplota se zde pohybuje okolo 26,6 °C, osciluje mezi 25 °C a 30 °C během celého roku. Úhrn srážek za rok dosahuje 4296 mm. Rok lze rozdělit na období sucha a období dešťů; první uvedené trvá přibližně od listopadu do května. V letních měsících naopak množství srážek povážlivě roste. Vlhkost může dosahovat až 100 %. Na území hlavního města země pramení okolo dvaceti řek.

## Historie

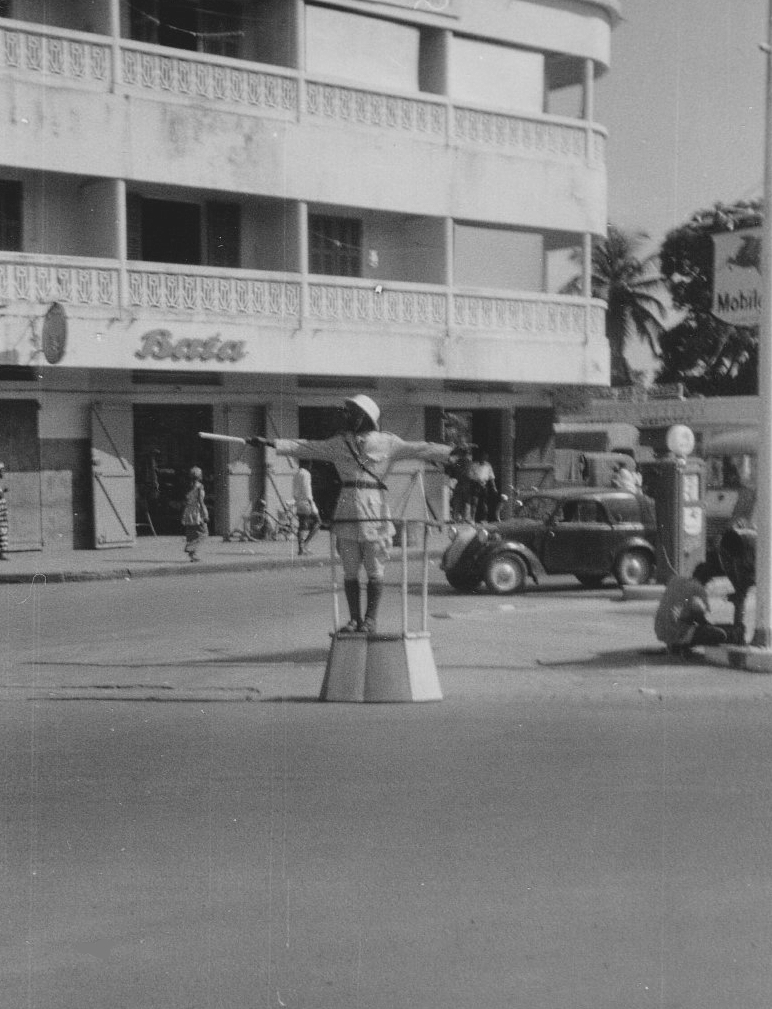
Policista ve středu města v roce 1956.

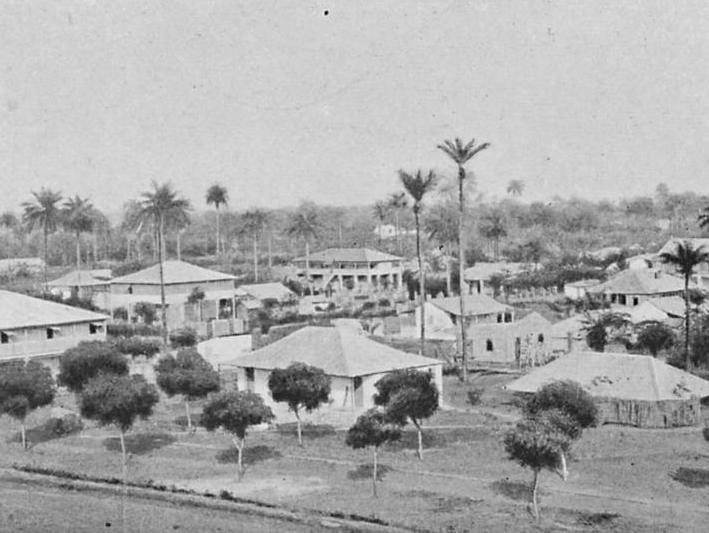
Hlavní pohled na město během francouzské koloniální správy.

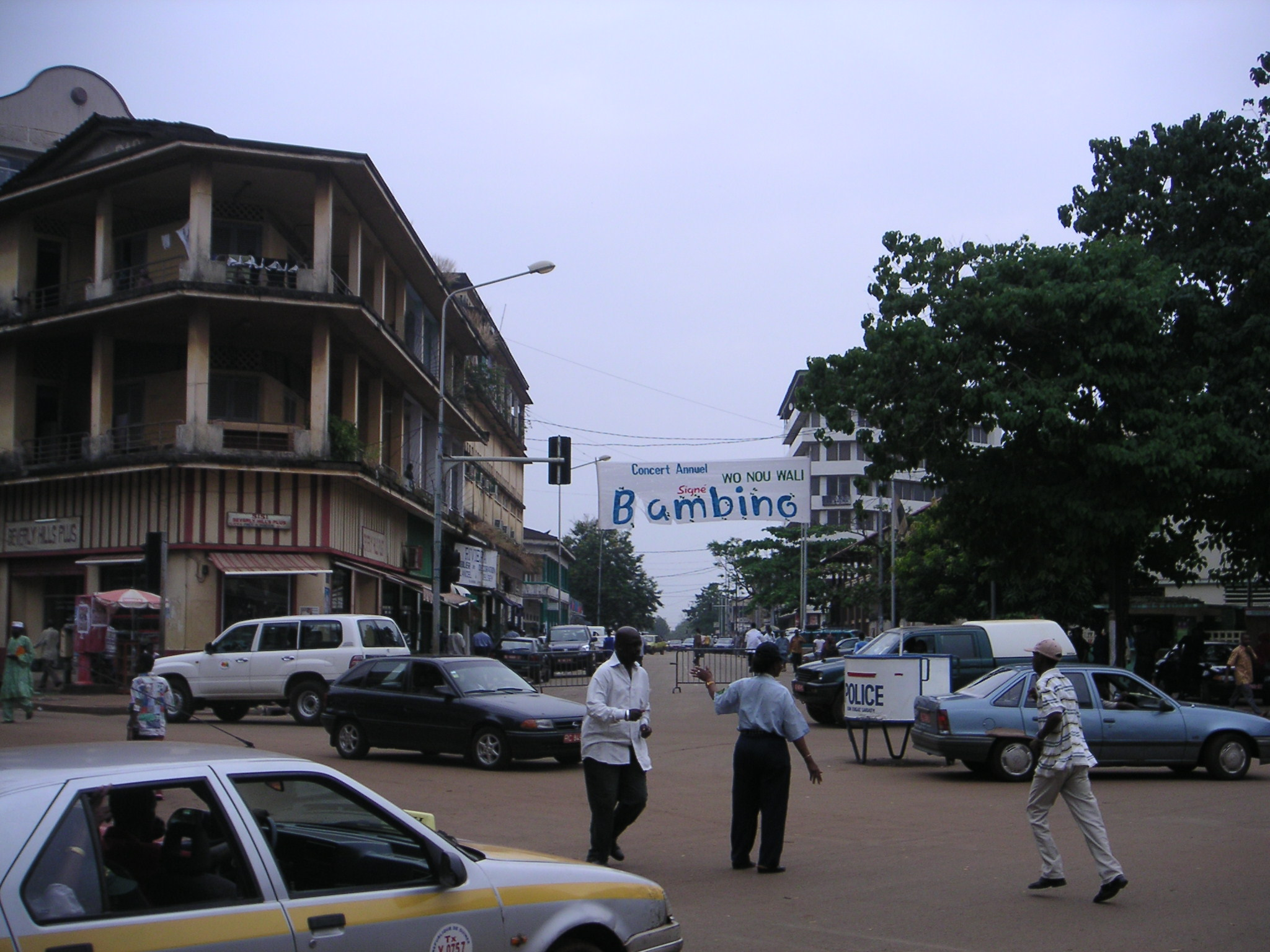
Ulice města na počátku 21. století.

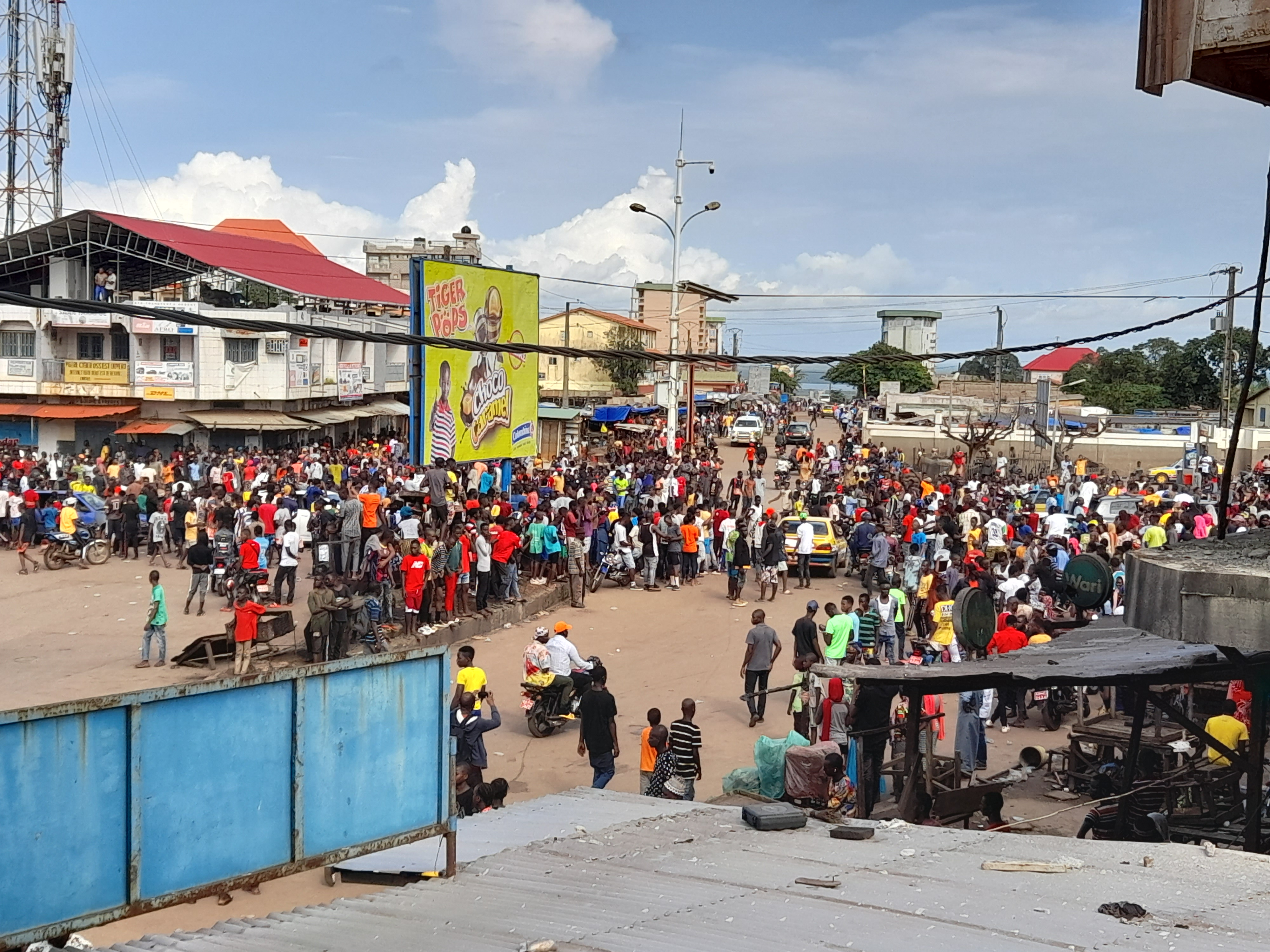
Rušná ulice.

### Koloniální období
Město bylo založeno Francouzi v roce 1880. Svoji úlohu ale začalo plnit až poté, co byla kolonie (Rivières du Sud) postoupena právě Francii. Velká Británie uznala francouzské vlastnictví této oblasti. Před příchodem Evropanů v tomto místě stála malá rybářská osada. Na ostrově Tombo a nedalekém Boubinetu žilo před vznikem současného města zhruba pět set lidí. Postupně byl ostrov zasypáním mělkého moře spojen s pevninou. Prvním guvernérem kolonie, který se o rozvoj Konakry zasloužil značně, byl Noël Ballay. Volba tohoto místa pro vznik metropole byla poměrně prostá, neboť se zde nacházelo hluboké moře, které umožňovalo vznik přístavu pro velké lodě.
Roku 1893 se tak Konakry stalo hlavním městem kolonie Francouzská Guniea. O tři roky dříve zde vznikla první škola. Roku 1914 sem byla zavedena železniční trať, a to z města Kankan v guinejském vnitrozemí. Na počátku 20. století se jednalo o město známé mezi francouzskými koloniemi pro své písečné pláže, promenády podél moře a alejemi lemované třídy. Často bylo označováno jako Paříž Afriky nebo Malá Marseille.[zdroj?]
V roce 1920 získala statut obce podle francouzského práva (commune).
Do roku 1950 dosáhl počet obyvatel města třiceti tisíc lidí. Postupně se začalo rozšiřovat do okolních lokalit, jako např. Matam, Dixinn, Matoto, a Ratoma. Roku 1955 se stalo centrem římskokatolické diecéze. V téže době také bylo místní zastupitelstvo voleno v přímých komunálních volbách.

### Nezávislost
V 60. letech 20. století byl za finanční asistence SSSR vybudován v metropoli velký sportovní stadion. Ve spolupráci s NDR zde byla roku 1961 dána do užívání první moderní tiskárna, kde byly tištěny první noviny. Podobně byly opraveny některé silnice, železnice a vznikla i konzervárna a pila. Západní Německo financovalo výstavbu tepelné elektrárny pro Konakry.
V roce 1970 se válka v sousední Guinei-Bissau, původní portugalské kolonii, rozšířila i do Guineje a do Konakry. 350 portugalských vojáků na město zaútočilo s cílem svrhnout místní vládu a Africkou stranu za nezávislost Guienje, která působila i v zanikajících portugalských koloniích.
Roku 1975 byla vyasfaltována první silnice, která z města vedla do zbytku země.
Hlavním městem nezávislé Guiney bylo ustanoveno roku 1958. V té době zde žilo 50 tisíc lidí, roku 1959 již 78 tisíc, v roce 1980 to bylo již šest set tisíc osob, v roce 2014 1 667 864 obyvatel a dnes dosahuje téměř dvou milionů. Složité geografické poměry a živelný růst počtu obyvatel vytvořily ohromný tlak na infrastrukturu města. V roce 2002 začaly být častými výpadky omezovány dodávky elektrické energie. Tlak na výstavbu se projevuje i v oblasti při mořském břehu kde nová zástavba vzniká mnohdy v oblasti ohrožené mořskou vodou. Růst počtu obyvatel má tempo zhruba šesti procent ročně. Radnice města dlouhodobě nedokázala realizovat územní plánování tak, aby zabránila vzniku neformálních osad a slumů.
V letech 1960 až 1984 byl ve městě internační tábor Camp Boiro, kde byli internováni političtí vězni tehdejšího režimu za vlády Sekou Tourého.
Na počátku 90. let 20. století byl rozšířen místní přístav, který je hlavním centrem ekonomické aktivity města a do velké míry i celé země.

### 21. století
V roce 2009 zde protestovali místní obyvatelé proti vojenské juntě. Násilné potlačení protestů si vyžádalo 157 mrtvých.
Roku 2014 město zasáhla epidemie eboly.
V roce 2017 bylo Konakry Světovým městem knihy v rámci UNESCO, a to jako historicky třetí město v Africe, které získalo tento status.
Dne 17. prosince 2023 došlo v místním skladišti ropy k požáru a výbuchu, obojí trvalo celou noc a zničena byla značná část skladiště a velké množství paliva. Osm lidí zahynulo a několik set dalších bylo zraněno.
Město v rámci svého projektu Grand Conakry Vision 2040 předpokládá další růst a rozšiřování směrem do okolní krajiny. Vysoká míra přelidnění však otevřela otázku možného přesunu metropole Guineje na jiné místo.

## Obyvatelstvo

### Struktura obyvatelstva
Obyvatelstvo tvoří příslušníci místních národů (Malinké, Peoul, Soussou a další). V některých částech v minulosti převládala některá etnika nad jinými. V roce 2014 ovládalo 42,1 % obyvatel města ve věku 15 let a více francouzštinu. Zastoupeny jsou i jazyky jako soussou, poular, malinké a kpelle.

### Náboženský život
Místní lidé jsou většinou muslimské víry. Velká mešita je jednou z dominant města. Modliteb se zde může účastnit až 12 500 lidí. Pro obyvatelstvo katolického vyznání slouží několik kostelů, např. katedrála svaté Marie a další. Přítomny jsou zde i další církve (např. protestantské) a náboženské organizace.

## Administrativní dělení
Konakry je považováno z administrativního hlediska za speciálně řízené město. V rámci místní samosprávy tvoří vlastní region. Místní samospráva byla decentralizována v roce 1991 do pododoby pěti městských částí, kterými jsou: Kaloum – centrum metropole, Dixinn (zde stojí univerzita a také řada velvyslanectví), Ratoma, Matham a Matoto. Těchto pět městských částí se dělí na ještě menší správní jednotky.

## Hospodářství

### Zemědělství

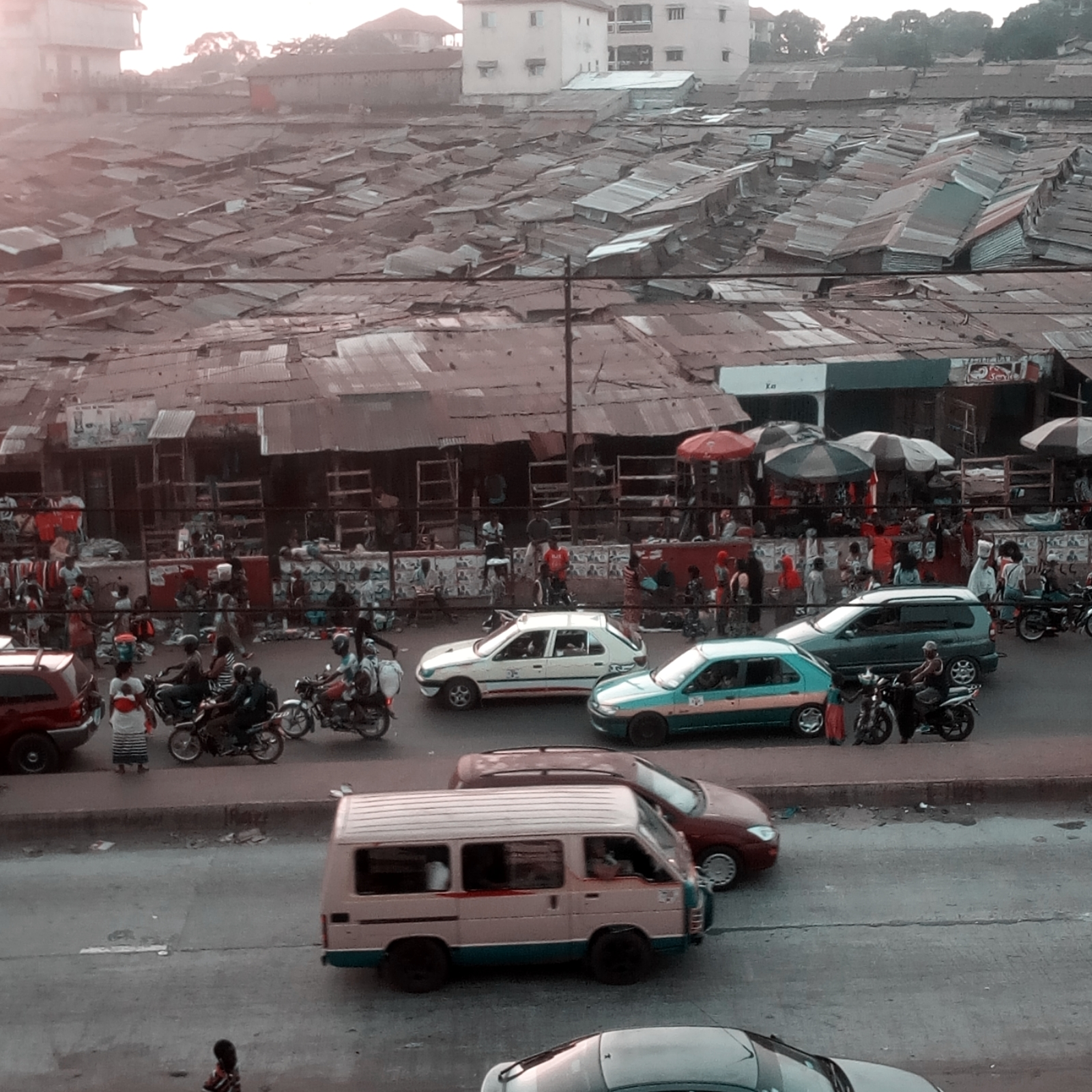
Tržnice ve městě.

Okolní močály a mangrovy umožňují využití krajiny pro pěstování rýže. Těží se také sůl. V krajině nedaleko od města je těženo dřevo, hlavně pro účel výroby dřevěného uhlí. Rozšířený je rovněž chov dobytka. Pěstování rýže se zde tradičně věnovala etnické skupina Baga.

### Průmysl
Vyváží se odsud bauxit, železná ruda, ovoce (banány) a káva. Hlavními průmyslovými odvětvími jsou potravinářský a automobilový průmysl. Svůj závod zde má např. Coca-Cola, dále společnost Topaz, vyrábějící barvy apod.

### Služby
V Konakry sídlí řada společností, zajišťujících telekomunikace. Některé z nich (Orange, MTN a další) jsou mezinárodního charakteru. Působí zde i banky jako např. Société Générale a další.
Mezi místní známá tržiště patří Marché Madina a Marché du Niger.

## Doprava

### Silniční doprava

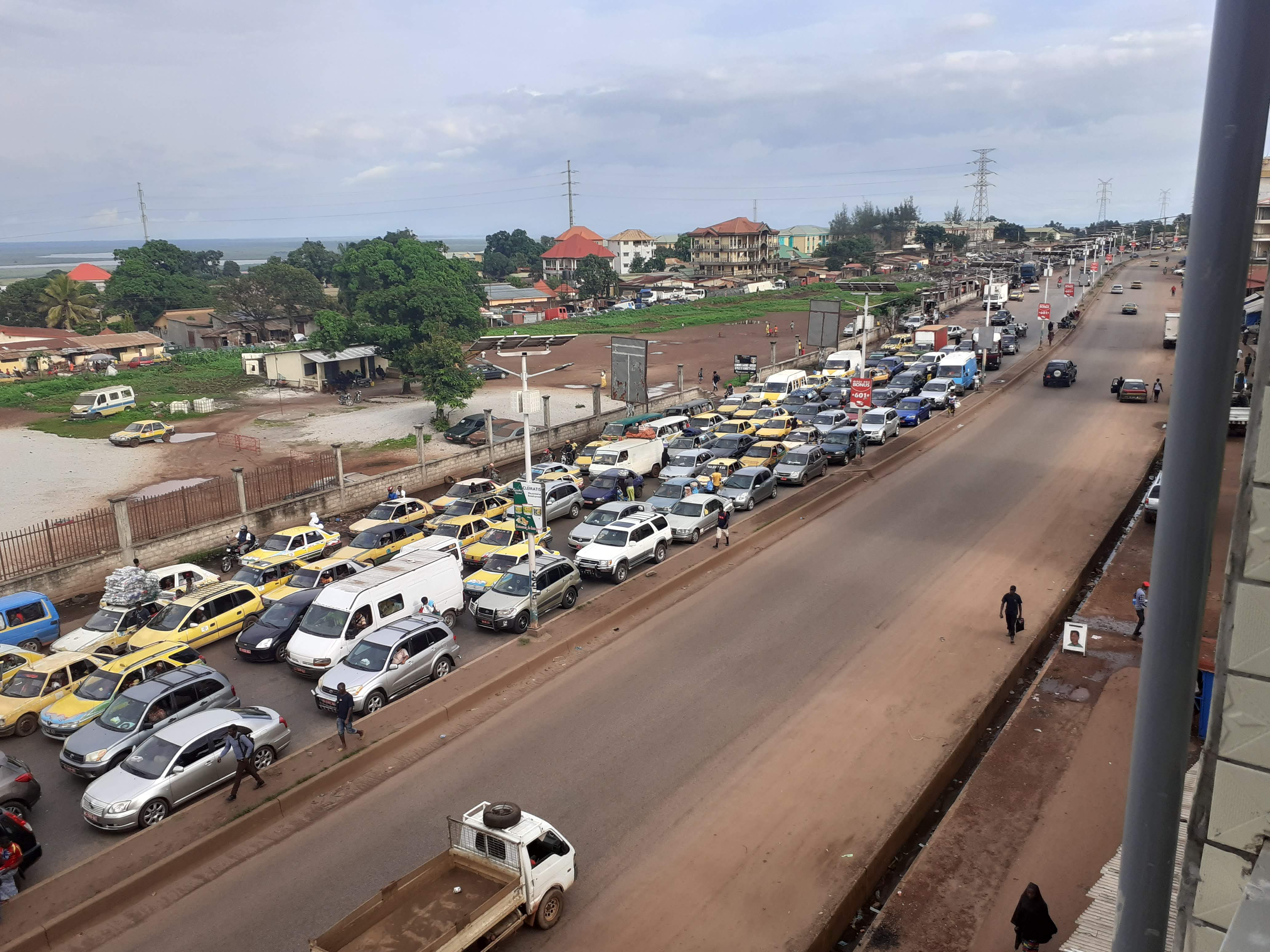
Dopravní zácpa na ulicích Konakry.

Silniční infrastruktura neodpovídá velikosti města. Řada komunikací není zpevněných a ve velké části města neexistuje pouliční osvětlení. Řízení dopravy světelnou signalizací bylo instalováno teprve až ve 3. dekádě 21. století, a to ve snaze odstranit stále přítomnější a problematičtější dopravní zácpy. Řada těchto projektů je hrazena prostřednictvím zahraniční pomoci. Tropické podnebí a časté deště způsobují přívalové povodně, které těžce zkoušejí místní silniční (ale i jinou) infrastrukturu.
Ulice bývají číslovány; lichým číslem pro severo-jižně vedoucí komunikací a východo-západně bývají potom označovány čísly sudými. Hlavní komunikací, která vznikla v ose poloostrova je dálnice N1 se čtyřmi jízdními pruhy a četnými mimoúrovňovými křižovatkami, úrovňově oddělená od ostatní dopravy.

### Železniční doprava
Dříve vedla do města železnice, postavená v dobách koloniální správy. Již v roce 1974 byla trať o metrovém rozchodu ve velmi špatném stavu. Později zanikla, využíván je jen krátký úsek, obnovený za pomoci Čínské lidové republiky v roce 2010, který je dnes provozován pod názvem Conakry Express.

### Vodní doprava
Místní přístav je využíván především pro nákladní dopravu.

### Letecká doprava
Město má vlastní mezinárodní letiště (Mezinárodní letiště Konakry-Gbessia), které je umístěno na rozhraní původního ostrova a pevniny. Letiště se nachází 13 km severovýchodně od centra města.

### Městská doprava
Konakry nemá městskou dopravu ve smyslu typickém pro Evropu nebo západní země. Provozovány jsou zde soukromé minibusy nebo sdílené taxi. Často jsou vozidla přeplněná nebo jsou přepravována živá zvířata. V rámci pomoci z Turecka město získalo několik moderních městských autobusů.

## Společnost

### Školství
Od roku 1963 má město i vlastní veřejnou univerzitu, která nesla název po Gamalu Abdulu Násirovi (dnes Polytechnický institut). Roku 1999 zde byla otevřena vysoká škola soukromá, která nesla název po Kofim Annanovi. Další vysoké školy zde působí od počátku 21. století.

### Zdravotnictví

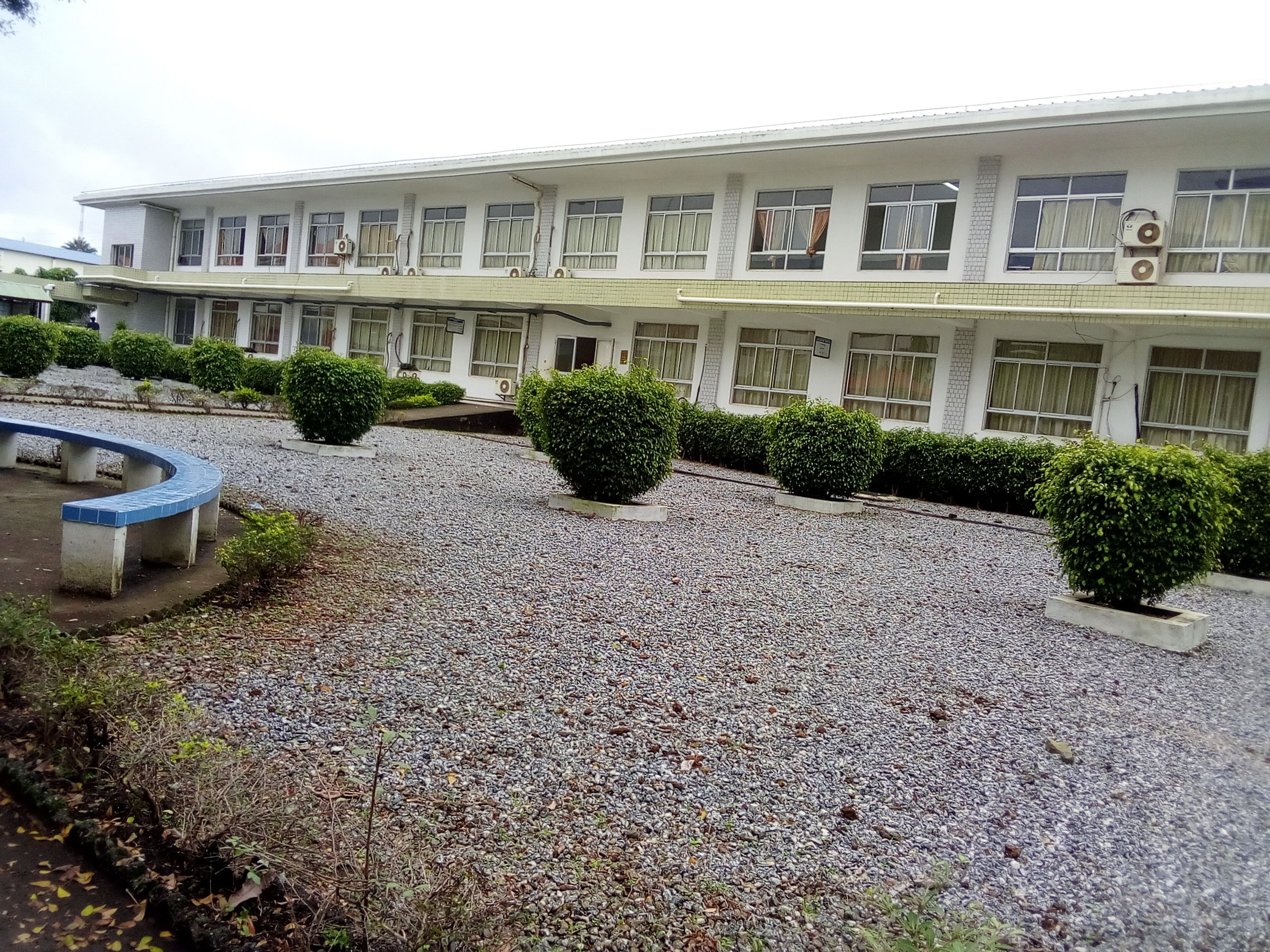
Čínsko-guinejská nemocnice v Konakrech.

V Konakry stojí řada nemocnic, jako je např. Nemocnice Donka, Nemocnice Igance Deena a další. Jednu nemocnici zde mimo jiné provozuje i Čínská lidová republika.

### Média
Sídlí zde státní televize (Radiodiffusion Télévision Guinéenne), její budova je umístěna v blízkosti amerického velvyslanectví.

### Sport

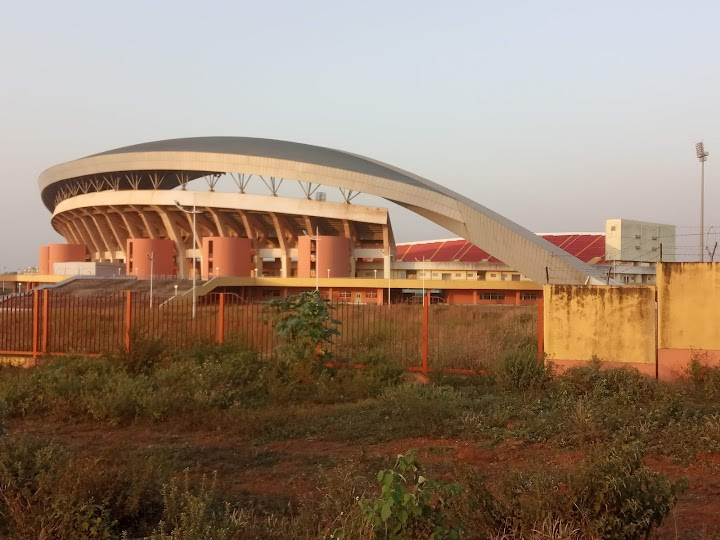
Národní stadion.

Ve městě působí velké množství fotbalových klubů, které hrají v první guinejské lize. Jedná se např. o Horoya AC, Hafia FC, AS Kaloum a další. Největší stadion nese název Stadion 28. září, konají se zde významná fotbalová utkání, ale také atletické závody. Stadion Mission hostí pouze fotbalové zápasy. Menších sportovišť je velmi málo a lidé, kteří se chtějí sportu věnovat, většinou hrají v otevřené krajině nebo na ulici.

## Životní prostředí
Životní prostředí v metropoli je v neutěšeném stavu. Městu chybí větší parky nebo zeleň. Zásobování vodou bylo realizováno za pomoci vodní nádrže, nicméně růst počtu obyvatel přetížil původní systém, jediný svého druhu v zemi.

### Znečištění
Znečištění odpadky je značnou výzvou pro celé město a přítomné je např. na plážích i jinde. V souvislosti s tím jsou vyhlašovány různé akce na odklízení odpadků, při nichž je omezován volný pohyb osob v metropoli. Vypomáhá i armáda.

## Bezpečnost
Město trpí častými stávkami, násilím a protesty. K násilnostem dochází velmi často v noci; bývá slyšet střelba, jsou rabovány obchody apod. Častým cílem bývají i zahraniční návštěvníci města.

## Kultura

### Kulturní instituce
Mezi známá místa a navštěvované instituce patří např. Národní muzeum, Palác lidu (kde se konají různé významné akce, vybudán za pomoci ČLR), Palác národů, Botanická zahrada nebo Mausoleum Camayenne, kde jsou pohřbeny významné osobnosti z dějin země. Sídlí zde rovněž Národní knihovna Guineje a Národní archiv Guineje.

### Kulturní památky a pamětihodnosti města
Ve městě se nachází řada významných staveb a pamětihodností. Z počátku 20. století je to např. místní koloniální architektura. Zahradní dům Camayenne se nachází v blízkosti mauzuolea. Dále je zde budova bývalého hlavního nádraží z roku 1903, budova celního úřadu (obnovená v roce 1992 a částečně zničená požárem v roce 1996 apod.

## Osobnosti
- Jo Maka (1929-1981), jazzový hudebník
- Jean Claude Diallo (1945–2008), psycholog, politik
- Katoucha Niane (1960-2008), francouzský model
- Mamady Youla (narozený 1961), guinejský politik
- Sékouba Konaté (* 1964), brigádní generál a politik
- Pablo Thiam (* 1974), guinejský-německý fotbalista a funkcionář
- Kanfory Sylla (* 1980), fotbalista
- Pascal Feindouno (* 1981), fotbalista
- Oumar Kalabane (* 1981), fotbalista
- Fodé Mansaré (narozený 1981), fotbalista
- Souleymane Youla (* 1981), fotbalista
- Djene Barry (* 1982), plavkyně a olympionička
- Alhassane Keita (* 1983), fotbalista
- Alimou Mamadou Diallo (* 1984), fotbalista
- Alhassane Baldé (* 1985), německý závodní atlet na vozíku
- Ismaël Bangoura (narozený 1985), fotbalista
- Ibrahima Sory Camara (* 1985), fotbalista
- Mohamed Fofana (* 1985), fotbalista
- Kamil Zayatte (* 1985), fotbalista
- Mamadou Bah (* 1988), fotbalista
- Guy-Michel Landel (* 1990), fotbalista
- Florentin Pogba (* 1990), fotbalista
- Aissata Touré (* 1990), sprinterka a olympionička
- Mariama Dalanda Barry (narozen 1991), taekwondoka a olympionik
- Mohammed Diarra (* 1992), fotbalista
- Alhassane Keita (* 1992), fotbalista
- Ibrahima Savane (* 1993), fotbalista
- Issiaga Sylla (* 1994), fotbalista
- Naby Keïta (* 1995), fotbalista
- Boubacar Barry (* 1996), fotbalista
- Mohamed Camara (* 1996), fotbalista
- Mohamed Mara (* 1996), francouzsko-guinejský fotbalista
- Fatoumata Balley (* 1997), výškařka
- Amadou Diawara (* 1997), fotbalista
- Jules Keita (* 1998), fotbalista
- Hadja Idrissa Bah (* 1999), aktivistka za práva dětí a žen
- Fatoumata Binta Diallo (* 2000), portugalská atletka
- Cheick Condé (* 2000), fotbalista
- Ousmane Camara (* 2001), fotbalista
- Momo Cissé (* 2002), fotbalista
- Ilaix Moriba (* 2003), fotbalista
- Abdoulaye Kamara (* 2004), fotbalista
- Facinet Conte (* 2005), guinejsko-marocký fotbalista
- Sidiki Chérif (* 2006), francouzsko-guinejský fotbalista